# Фјорина (Торино)
Фјорина је насеље у Италији у округу Торино, региону Пијемонт.
Према процени из 2011. у насељу је живело 71 становника. Насеље се налази на надморској висини од 390 м.